# Lelkowiec zimowy
Lelkowiec zimowy, lelek zimowy, lelek Nuttala (Phalaenoptilus nuttallii) – gatunek ptaka z rodziny lelkowatych (Caprimulgidae).
Najmniejszy przedstawiciel rodziny w Ameryce Północnej. Może zapadać w odrętwienie, przeczekując niepomyślną pogodę; wtedy temperatura ciała obniża się do 18–19 °C.

## Zasięg występowania
P. nuttallii występuje w zależności od podgatunku:
- P. nuttallii nuttallii – południowo-zachodnia Kanada, zachodnie i zachodnio-środkowe USA oraz północny Meksyk.
- P. nuttallii californicus – zachodnia Kalifornia (USA), północna Kalifornia Dolna (Meksyk).
- P. nuttallii hueyi – południowo-wschodnia Kalifornia i południowo-zachodnia Arizona (USA), północno-wschodnia Kalifornia Dolna (Meksyk).
- P. nuttallii dickeyi – południowa Kalifornia Dolna (Meksyk).
- P. nuttallii adustus – południowa Arizona (USA), północny Meksyk.
- P. nuttallii centralis – środkowy Meksyk.

## Taksonomia
Gatunek po raz pierwszy opisał John James Audubon w 1844 roku, nadając mu nazwę Caprimulgus Nuttallii. Jako miejsce typowe autor wskazał górne Missouri pomiędzy Fort Pierre a ujściem rzeki Cheyenne w Dakocie Południowej w USA. Jedyny przedstawiciel rodzaju Phalaenoptilus opisanego przez Roberta Ridgwaya w 1880 roku.

### Etymologia
Nazwa rodzajowa: gr. φαλαινα phalaina – ćma; πτιλον ptilon – upierzenie.

Epitet gatunkowy: Thomas Nuttall (1786–1859), angielski botanik, ornitolog w USA latach 1808–1812, 1815–1841, 1847–1848.

## Morfologia
Długość ciała 18–21 cm; masa ciała samców 31–58 g, samic 37–58 g. Wierzch ciała brązowy, srebrnoszary w czarne plamki; spód ciała czarno-szary, w delikatne prążki. Gardło białe, kontrastuje z czarną maską i górną częścią piersi. Skrzydła zaokrąglone, białe plamy w rogach białego ogona. Obie płcie są podobne. U młodych plamy na gardle i na ogonie są mniej wyraźne, upierzenie z płowym nalotem.

## Zasięg, środowisko
Suche, wyżynne tereny na południe od północno-zachodniej i północno-środkowej Ameryki Północnej. Zimuje na południe od południowo-zachodniej Ameryki Północnej, lecz obszary, w których zimuje, są słabo poznane.

## Status
Międzynarodowa Unia Ochrony Przyrody (IUCN) uznaje lelkowca zimowego za gatunek najmniejszej troski (LC – Least Concern) nieprzerwanie od 1988 roku. W 2019 roku organizacja Partners in Flight szacowała liczebność populacji na 1,7 miliona dorosłych osobników. Trend liczebności populacji oceniany jest jako stabilny.